# Owenov prelom
Owenov prelom (OFZ), čeprav napačno imenovan za prelom, je transformni prelom (oz. medploščni zmični prelom) v severozahodnem Indijskem oceanu, ki ločuje Arabsko in Afriško ploščo od Indijske plošče. Razteza se proti sever-severovzhodu od mesta, kjer se Carlsbergov greben sreča z grebenom Sheba na jugu do Makranskega jarka na severu. Predstavlja levo stran gibanja indijske podceline proti severu med poznokredno-paleogenskim razpadom Gondvane. Zdrs vzdolž Owenovega preloma meri 2 mm/leto in je najpočasnejši med tektonskimi ploščami na Zemlji.
V nekaterih rabah se ime uporablja za označevanje kratkega odseka med koncem Adenskega grebena in Carlsberškega grebena. Poleg tega se to območje imenuje trojno stičišče Aden-Owen-Carlsberg, čeprav je Carlsbergov greben zamaknjen za 330 km od točke, kjer Owenov prelom seka segment Adenskega grebena.
Območje Owenovega preloma je poimenovano po HMS <i id="mwKQ">Owen</i>, ki je aprila/maja 1963 identificirala prelom. Območje z depresijo Dalrymple severno od njega (poimenovano po HMS <i id="mwLQ">Dalrymple</i>, ki je pregledovala območje skupaj s HMS Owen) tvorita sodobno mejo med Arabsko in Indijsko ploščo.

## Batimetrija in oceanografija
800 km dolg Owenov prelom poteka vzdolž Owenovega grebena, ki je razdeljen na dvoje. Južni Owenov greben v dimezijah 300 km×50 km, je skoraj linearna struktura, ki se na vzhodu strmo spušča 2.000 m v globino. Zgornje plasti južnega grebena tvorijo oligocensko-zgodnjemiocenski turbiditi iz delte reke Ind in kasnejši kameninski pokrov. Osrednji Owenov greben, dolg 220 km in širok 50 km, je nasprotno bolj neenakomeren in doseže največjo višino 1.700 m. Podvodna gora Qalhat in Murray Ridge se nahajata na severnem koncu Owenovega preloma.
Pretok vode iz Somalskega v Arabski bazen skozi OFZ je bil ocenjena na 2 Sv. V Arabskem bazenu se tok razcepi na severni in južni krak, ki tečeta vzporedno s Carlsbergovim grebenom.

## Tektonika plošč
Širjenje morskega dna v grebenu Sheba se je začelo ok. 20 Ma. Subdukcija v Makranskem jarku se je začela v pozni kredi in tam se je med 7,2 do 11,6 Ma razvil akrecijski klin. Seizmične črte iz vrtin v 1970. in 1980. pod obema grebenoma so razkrile strukturo, ki je danes znana kot 50 do 55 Ma star pra-Owenov greben, ki se je dvignil in pomladil v zgodnjem miocenu. Tako se arabsko-indijska meja ob začetku Carlsbergovega grebena po eni rekonstrukciji tam nahaja med 90 in 60 Ma, v istem času pa se je odprl Mascarenski bazen med Madagaskarjem in Sejšeli. V zgodnjem miocenu (ok. 20 Ma) je meja skočila na svojo današnjo lokacijo, kar je dvignilo Owenov greben. Od 10 do 12 km dolgi odmiki vzdolž OFZ kažejo na 3-6 Ma staro desnozmično gibanje, vendar se lahko tovrstni tektonski vzorci glede na rekonstrukcije magnetnih anomalij podaljšajo do 20 Ma. To sovpada s splošnimi premiki celinskih plošč v Indijskem oceanu kot odgovor na trčenje med Arabijo in Evrazijo.